# Kreuzigungsbildstock (Volkach, 1644)

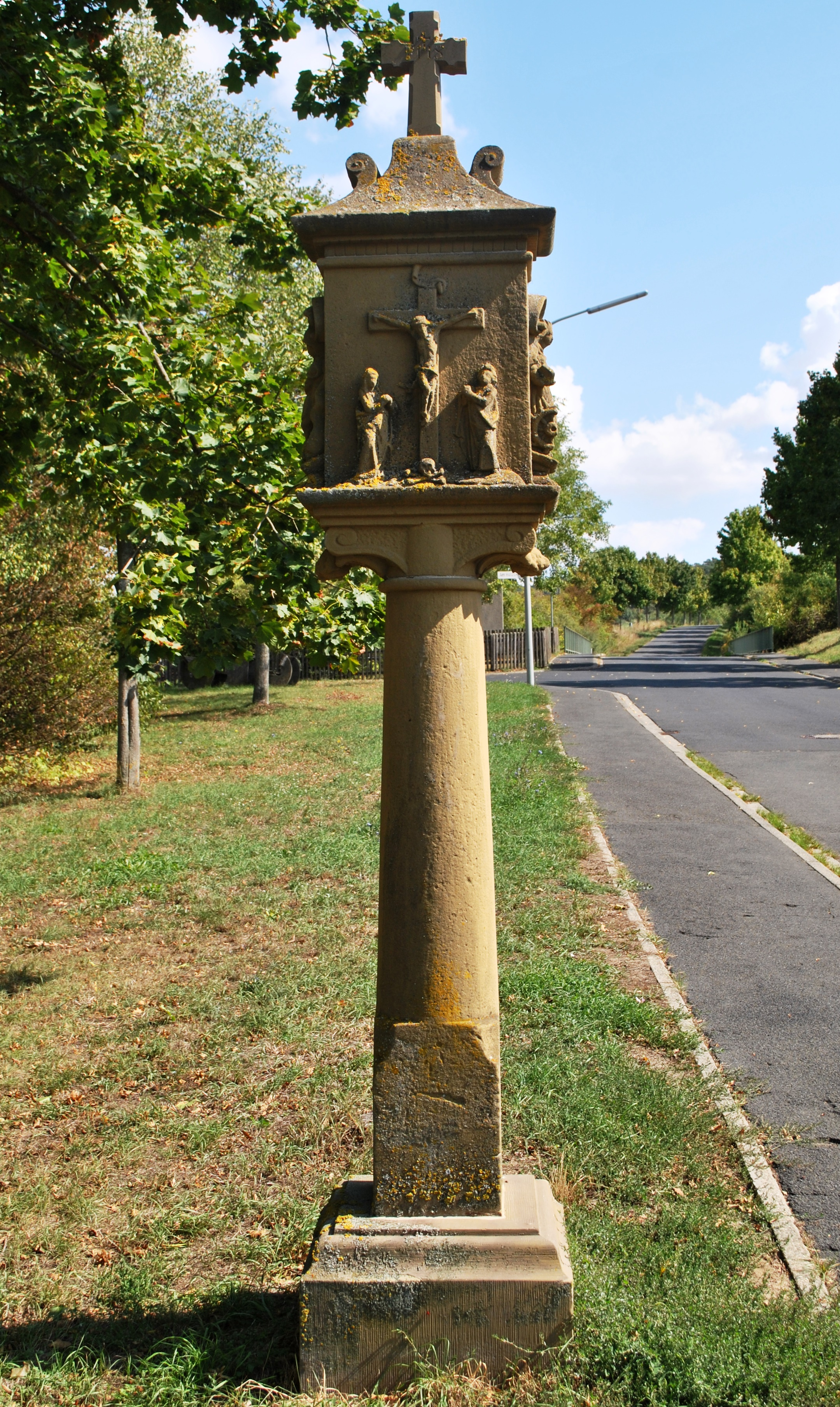
Der Kreuzigungsbildstock von 1644

Der Kreuzigungsbildstock von 1644 in Volkach ist eine Marter in der unterfränkischen Stadt. Sie befindet sich am Rande der Kernstadt in der Straße Am Unteren Haidweg.

## Geschichte
Die Entstehungsgeschichte des Bildstocks ist auf der Rückseite des Stocks vermerkt. Danach geht die Errichtung auf den Tod des Volkacher Ratsherren Jörg Behm am 22. Juli 1644 zurück. Behm bekleidete als Siebner und Ratsherr bedeutende öffentliche Ämter, die Familie war Teil der städtischen Oberschicht. Entsprechend erhielt Behm nach seinem Tod ein Erinnerungsmal gesetzt. Vielleicht ist als Initiatorin hinter der Aufrichtung des Bildstocks seine Ehefrau Katharina Behm auszumachen. Hierfür spricht die, an der Schmalseite angebrachte Halbfigur der heiligen Katharina. Den Plan für die Aufstellung eines Bildstocks hatte wohl noch Behm selbst gefasst. Entsprechend wurde auch sein Namenspatron Jörg – Georg – auf dem Bildstock angebracht.
Als Künstler konnte die Familie auf einen erfahrenen Bildstockmeister zurückgreifen, von dem sich mehrere Werke in der Region um die Volkacher Mainschleife erhalten haben. Bauhistorische Details verweisen darauf, dass derselbe Künstler im Jahr 1657 einen Kreuzigungsbildstock auf den Lindacher Maßäckern schuf. Ebenso geht ein Stock vor dem Haus Astheimer Straße 4 im Volkacher Gemeindeteil Escherndorf auf die Werkstatt zurück. Der Bildstock wurde im Jahr 1878 renoviert und muss auch im 20. Jahrhundert neuerlich ergänzt worden sein.

## Beschreibung
Es ist unklar, ob sich der Bildstock in situ erhalten hat. Geschaffen wurde er aus dem gelben Sandstein des fränkischen Maintals. Er ruht auf einem Trogsockel, der eine Höhe von 32 Zentimetern aufweist. Darüber erhebt sich eine ca. 1,45 Meter hohe Rundsäule, die sich nach oben hin leicht verjüngt. Zwischen Säule und Aufsatz vermitteln zwei geflügelte Engelsköpfe. Die Vorderseite des rechteckigen Aufsatzes wird von einer klassischen Darstellung der Kreuzigung mit zwei Assistenzfiguren dominiert. An den Schmalseiten wurden Halbreliefs der Katharina mit Rad und Schwert (Süden) und Georg als Drachentöter (Norden) angebracht.
Die Rückseite wird von der Inschrift eingenommen. Sie lautet: „Gott und der H. Jüngfr. Maria / Zü Sonderen Ehrn, hatt H. Jörg / Behm gewesner des Rahts ahlhir / uff 44 Jahr, Senior: 18: im Sibner / standt, 33: Seines alters 84 / jahr, So den 22 Jüly 1644 / Seeligen Todte vfahrn, Diese ge... / Dechtnuß uffrichten lassen, Deme / und allen Christglaübigen Seelen / Göttliche Ahlmacht gnädig sein / Wollt. amen.“ Oberhalb des Aufsatzes befindet sich ein für den Bildstockmeister charakteristisches Zahnfriesband. Der Bildstock schließt mit einem steilen Walmdach ab, darauf wurde ein Kreuz befestigt.